# Ушагаш (Туркестанская область)
Ушагаш (каз. Үшағаш) — село в Келесском районе Туркестанской области Казахстана. Входит в состав Бирликского сельского округа. Код КАТО — 515445700.

## Население
В 1999 году население села составляло 252 человека (126 мужчин и 126 женщин). По данным переписи 2009 года, в селе проживал 301 человек (144 мужчины и 157 женщин).